# 愛する (映画)
『愛する』（あいする）は、1997年10月4日に公開された日本の映画作品。原作は遠藤周作の「わたしが・棄てた・女」、熊井啓監督、酒井美紀主演。配給日活株式会社。上映時間114分。設定年代は原作（1950年代）とは異なり映画化当時の現代が舞台となっている。

## ストーリー
東京湾を望む臨海副都心、クリスマスの日に遊びに来た森田ミツは、吉岡努という沖縄出身の青年と出会い、2人はその夜、当然のように結ばれる。しかし、その喜びもつかの間、ミツはハンセン病と診断され、北アルプス山麓の療養所へと隔離されてしまう。心細さと不安を抱えるミツだったが、園内の人々に温かく迎えられる。が、やがてミツのハンセン病は誤診と判明する。

## キャスト
- 森田ミツ：酒井美紀
- 吉岡努：渡部篤郎
- 知念：宍戸錠
- 大学病院教授：岡田眞澄
- シスター山形：松原智恵子
- 稲村看護婦長：三條美紀
- 奥原院長：上條恒彦
- 西山医師：西田健
- 加納たえ子：岸田今日子
- 上條老人：小林桂樹
- アパートのおばさん：絵沢萠子
- ヨシ子：梶原美樹

## スタッフ
- 原作：遠藤周作「わたしが・棄てた・女」
- 製作：山口友三
- 監督：熊井啓
- 脚本：熊井啓
- 撮影：栃沢正夫
- 美術：木村威夫
- 照明：島田忠昭
- 音楽：松村禎三
- 編集：井上治
- 助監督：竹安正嗣
- 配給：日活株式会社

## イメージソング
- 中島みゆき「伝説」

## 受賞歴
- 第10回日刊スポーツ映画大賞・石原裕次郎賞[2]
  - 作品賞[3]
  - 新人賞：酒井美紀[3]